# Leonor Navarro
Leonor Bonilha Esper, mais conhecida como Leonor Navarro (São Paulo, 19 de junho de 1901  - São Paulo, 9 de agosto de 1980) foi uma atriz, radialista, locutora e radioatriz brasileira.

## Biografia
Leonor iniciou a carreira no Rádio nos anos 40, nas radionovelas , na Rádio São Paulo, junto ao marido Augusto Barone e a filha Nara Navarro que também tornou novelista.
E a Rádio São Paulo, foi a principal emissora a lançar o estilo radiofônico. Ao mesmo tempo, no Rio de Janeiro, a Rádio Nacional fez a mesma coisa e o Brasil todo foi tomado pela febre de assistir histórias de rádio em capítulos. Leonor Navarro , por sua voz grave, era ” figura central”, como se dizia. Fazia papeis de mães, avós, professoras, sempre muito respeitadas.
Em 1950, porém, quando veio a televisão para o Brasil, e a princípio para São Paulo, Leonor começou a se interessar pelo novo veículo. Foi para a TV Excelsior, em 1966, e participou da novela: ” Redenção”, que foi a novela mais longa de todos os tempos 
Faleceu em São Paulo em 9 de agosto de 1980 vitimada por um câncer.

## Filmografia

### Cinema
| Ano  | Título                      | Personagem      |
| ---- | --------------------------- | --------------- |
| 1978 | O Jeca e seu Filho Preto    | Leonor          |
| 1977 | Jecão, um Fofoqueiro no Céu | Joly            |
| 1977 | Que Estranha Forma de Amar  | Maria das Dores |
| 1976 | Senhora                     | Camila Seixas   |
| 1975 | Jeca contra o Capeta        | Almerinda       |
| 1968 | A Madona de Cedro           | Emerenciana     |
| 1950 | Caiçara                     | —               |

### Na televisão
| Ano  | Título                       | Personagem     |
| ---- | ---------------------------- | -------------- |
| 1978 | Pecado Rasgado               | Delfina        |
| 1977 | Um Sol Maior                 | Carmen Dolores |
| 1976 | Tchan, a Grande Sacada       | —              |
| 1975 | O Velho, o Menino e o Burro  | Dona Mocinha   |
| 1975 | Um Dia, o Amor               | Dona Generosa  |
| 1975 | Meu Rico Português           | —              |
| 1974 | A Barba-Azul                 | Dona Sinhá     |
| 1974 | As Divinas... e Maravilhosas | Dona Bia       |
| 1972 | Vitória Bonelli              | Safira         |
| 1972 | Na Idade do Lobo             | —              |
| 1972 | Signo da Esperança           | Domênica       |
| 1971 | Hospital                     | Leonor         |
| 1970 | Simplesmente Maria           | —              |
| 1968 | Legião dos Esquecidos        | Guacira        |
| 1968 | Ana                          | Lorena         |
| 1969 | João Juca Jr.                | Eleonora       |
| 1966 | Redenção                     | Carmen         |

## Teatro[4]
- 1939 - O Garçon do Casamento
- 1935 - Rosas de Nossa Senhora
- 1934 - Bebezinho de Paris
- 1933/1934 - Amor